# السيفين
جبال السيفين (بالفرنسية: les Cévennes 
تنطق بالفرنسية: [le sevɛn]) هي سلسلة جبال في جنوب فرنسا. السيفين هي منطقة ثقافية أيضًا.